# Пестов, Николай Евграфович
Николай Евграфович Пестов (1892—1982) — богослов, историк православной Церкви, доктор химических наук — специалист в области технологии минеральных удобрений, профессор, кавалер ордена Ленина.

## Биография
Николай Пестов родился 17 августа 1892 года в Нижнем Новгороде. Его отец происходил из мещан, мать — из купеческого сословия. Николай был последним, десятым, ребёнком в семье.
В 1903—1910 годах учился в реальном училище, где окончил дополнительный класс, что дало ему право поступления в высшее учебное заведение — в 1911 году он поступил на химический факультет Императорского Московского высшего технического училища. В 1915 году с четвёртого курса училища ушёл добровольцем на фронт. Поступив в Алексеевское военное училище, он к августу 1917 года был уже адъютантом полка в звании поручика. Во время кратковременного отпуска в феврале 1916 года он женился на дочери присяжного поверенного Руфине Дьячковой.
С февраля по август 1918 года Пестов служил в Нижегородской ЧК делопроизводителем, затем в городском продовольственном комитете; 13 августа 1918 года он был арестован, но 2 ноября освобождён и направлен на работу в органы Всевобуча. В декабре 1918 года вступил в РКП(б). В Нижнем Новгороде он работал до 30 января 1919 года. Затем работал в Москве, в управлении всевобуча при Всеросглавштабе и, одновременно, учился на Центральных высших курсах всеобуча. Весной 1919 года в числе 15 тысяч коммунистов он был отправлен в Северную группу Восточного фронта РККА и после победы Красной армии в августе был вызван в Москву. В сентябре 1919 года ему присвоили звание окружного военного комиссара и направили начальником управления всевобуча в Приуральский военный округ. На этой должности он оставался в Свердловске до 1921 года. Об этом периоде своей жизни он написал в своём дневнике:

Вспоминать все это зло, которое я совершил в те годы, мне всего тяжелее... Весь этот кошмар ... карамазовская грязь... Всё это было при отсутствии у меня христианской веры...

Весной 1921 года он пережил духовный опыт, приведший его к вере; в июле 1921 года он уволился из рядов РККА, а в 1922 году вышел из партии. В это время от него ушла первая жена, а он, вернувшись в Москву, окончил МВТУ.
Осенью 1921 года Пестов попал на лекцию Владимира Марцинковского и вскоре познакомился с организатором христианского студенческого кружка в МВТУ Зоей Бездетновой, с которой обвенчался 20 мая 1923 года. В 1924 году как член христианского студенческого кружка он был арестован, но 19 декабря был освобождён. В Бутырской тюрьме он познакомился с прихожанином Никольского храма на Маросейке, в котором вскоре стал исполнять обязанности старосты.
Ещё до окончания МВТУ Пестов был зачислен сотрудником Научного института по удобрениям (НИУИФ). В МВТУ он был ассистентом академика Брицке и читал курс по технологии удобрений. Затем, продолжая работать в НИУИФ, он перешёл во 2-й МХТИ, а позже — в Военную академию химической защиты, где в должности заведующего кафедрой калийных солей проработал до октября 1933 года.
В 1933—1937 годах он работал на кафедре технологии минеральных веществ Московского химико-технологического института имени Менделеева (профессор кафедры с 1934 года). За отказ выступить на собрании с осуждением арестованного профессора Николая Юшкевича осенью 1937 года Пестов был уволен из МХТИ. Спустя два года он был избран по конкурсу заведующим кафедрой химической технологии Московского инженерно-экономического института, где в январе 1941 года защитил докторскую диссертацию «Физико-химические свойства порошкообразных и зернистых продуктов химической промышленности»; с декабря 1942 по декабрь 1943 года был деканом химического факультета, а с октября 1943 года состоял заместителем директора по научной и учебной работе.
Был награждён орденом Трудового Красного Знамени (04.11.1944) и медалью «За доблестный труд в Великой Отечественной войне 1941—1945 гг.» (1946). В 1953 году за выслугу лет и безупречную работу в числе работников науки высших учебных заведений г. Москвы он был награждён орденом Ленина.
Скончался 14 января 1982 года. Погребён на кладбище в Гребневе Московской области, рядом с могилой жены.

### Книги
- Путь к совершенной радости Архивная копия от 4 августа 2012 на Wayback Machine.
- Современная практика православного благочестия. Том I.
- Современная практика православного благочестия. Том II.
- Православное воспитание детей Архивная копия от 16 ноября 2010 на Wayback Machine. — СПб.: Сатисъ, 2010. — ISBN 5-7868-0063-6. — 5000 экз.
- Что такое пост и как правильно поститься Архивная копия от 19 августа 2017 на Wayback Machine. — СПб.: Сатисъ, 2005.
- Как творить молитву Иисусову. — СПб.: Сатисъ, 2005.
- Свет откровения: размышления над Апокалипсисом. Архивная копия от 26 ноября 2020 на Wayback Machine — М.: Православное братство св. ап. Иоанна Богослова, 2010. — 265 с. — ISBN 978-5-89424-019-0
- Свет совершенной радости. — Сибирская Благозвонница, 2007. — ISBN 978-5-91362-024-8. — 5000 экз.
- Как победить сети диавольские (о сопротивлении темным силам) Архивная копия от 18 февраля 2009 на Wayback Machine. — СПб.: Сатисъ, 2005.
- Жизнь для Вечности //Совместное издание Храма Преображения Господня в Тушино г. Москва и Православного братства св. ап. Иоанна Богослова. — ISBN 5-87873-026-X.

### Фильмы
По книге Н. Е. Пестова «Современная практика православного благочестия» снят фильм «Цель жизни xpистианской и путь спасения». — ТК Радость моя, ТК Союз 2009-06-18.

## Семья
Жена: Зоя Вениаминовна Бездетнова (1899—1973), дочь врача из Углича. Их дети:
- Николай (18.2.1924—1943)
- Наталья (8.9.1925—23.1.2014) — стала женой священника Владимира Соколова, настоятеля храма св. Адриана и Натальи в Лосиноостровской и матерью священников Николая Владимировича Соколова, настоятеля храма святителя Николая в Толмачах , Фёдора Владимировича Соколова, настоятеля Преображенского храма в Тушине и епископа РПЦ Сергия (Соколова)[4].
- Сергей (18.10.1927—2002)